# Quintero Ask
Quintero Ask (né le 26 février 1998) est un étalon de saut d'obstacles bai foncé, inscrit au stud-book du Holsteiner, monté par le cavalier suédois Rolf-Göran Bengtsson. 

## Histoire

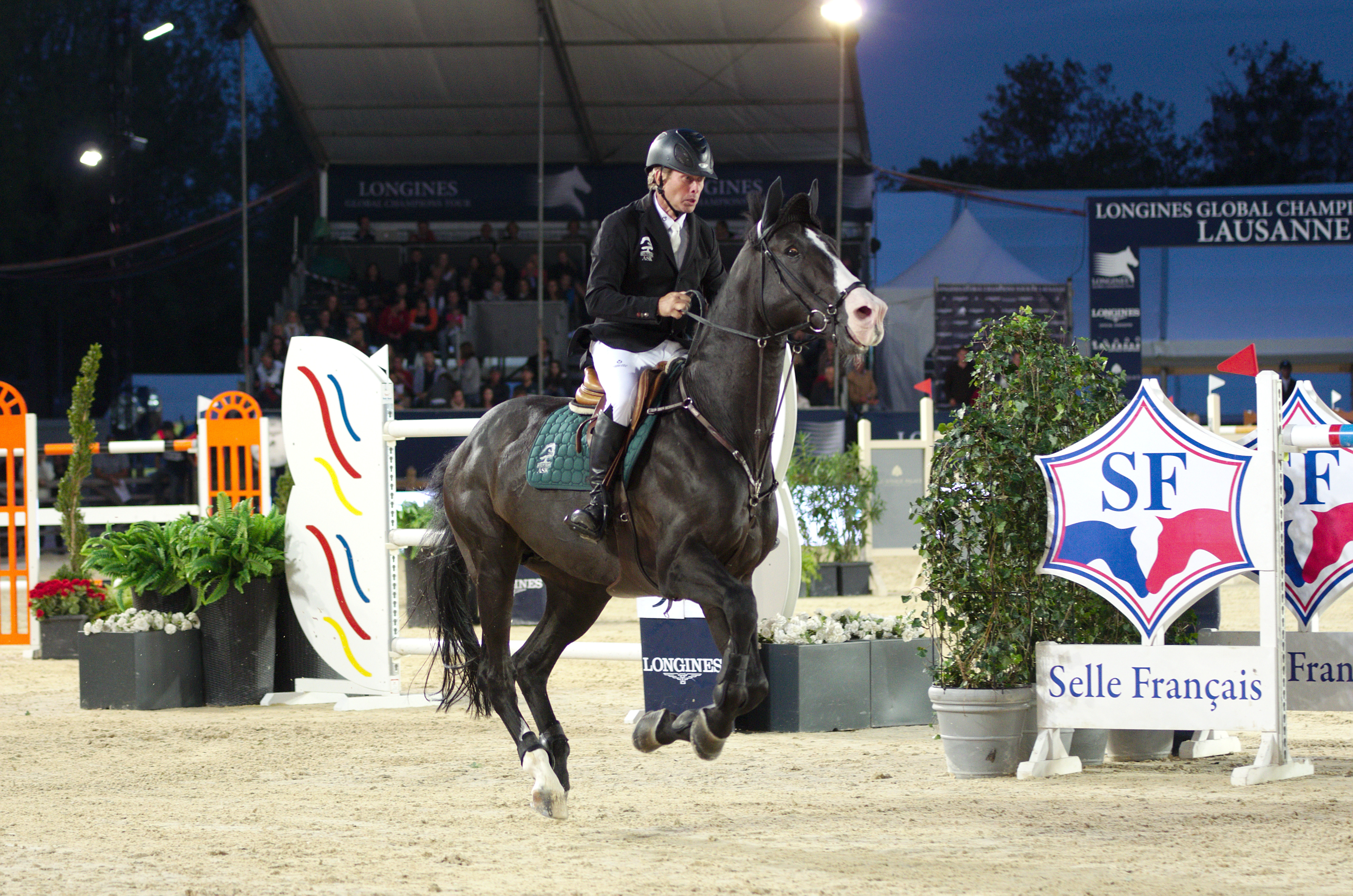
Quintero Ask monté par Rolf-Göran Bengtsson au Longines Global Champions de Lausanne en 2013

Il naît le 26 février 1998 à l'élevage de Hans Joachim Ahsbahs, à Bokel en Allemagne. Son nom est référencé comme « Quintero », Quintero La Silla, ou encore Quintero Ask dans la base de données sportives internationales de la FEI. Il est la propriété du Holsteiner Verband durant toute sa carrière sportive. 
Monté par Lars Bak Andersen, il est qualifié pour le Bundeschampionat allemand à cinq et six ans, puis se classe 3e au championnat national de Bad Segeberg, 5e aux championnats du monde de jeunes chevaux de Lanaken à l'âge de 5 ans, 7e à 6 ans. Il est ensuite monté par le cavalier suédois Rolf-Göran Bengtsson, avec qui il remporte deux fois le challenge Gucci à Paris (en 2010 et 2011,), et participe à trois finales de la Coupe du monde de saut d'obstacles. Il se blesse un tendon fin 2011, et n'apparaît plus sur les terrains de concours durant six mois.  
Il est officiellement mis à la retraite en février 2014, à l'âge de 16 ans, lors de la parade des étalons Holsteiner, deux semaines après avoir décroché une 7e place aux qualifications de la Coupe du monde à Leipzig. Après sa retraite, il est racheté par The Stallion company pour être mis à la reproduction.  

## Description
Quintero Ask est un étalon de robe  bai foncé, inscrit au stud-book du Holsteiner. Il toise 1,70 m. 

## Palmarès
- 2013 : 5e individuel lors de la finale de la Coupe du monde de saut d'obstacles 2012-2013 à Göteborg[1].

## Origines
Quintero Ask est un fils de l'étalon Quantum et de la jument Ibara, par Chamonix.

## Descendance
Quintero est approuvé à la reproduction dans les stud-book du Holsteiner, du Selle français, de l'Anglo-européen, de l'Oldenbourg, de l'Irish Sport Horse et du Zangersheide. Il est stationné en France pour la saison de reproduction 2015, après une saison à Zangersheide. 